# Roslagens IF
Roslagens IF Landhockey är en landhockeyförening från Åkersberga. Klubben bildades 1987. 2012 hade klubben ca 70 aktiva spelare och 300 medlemmar. Föreningen har herrar samt herrjuniorer och damjuniorer som spelar i allsvenskan. Klubben har också U16-, U12- och U9-lag för pojkar och  flickor. För barn 4-6 år gamla finns ett landhockeylekis. Verksamheten bedrivs på Röllingby på sommaren och i Sörahallen höst och vinter.